# Villa Paranacito (Entre Ríos)
Villa Paranacito is een plaats in het Argentijnse bestuurlijke gebied Islas del Ibicuy in de provincie Entre Ríos. De plaats telt 3998 inwoners.